# Harley Quinn (seriál)
Harley Quinn je americký animovaný černě komediální superhrdinský televizní seriál pro dospělé založený na stejnojmenné postavě DC Comics, kterou vytvořili Paul Dini a Bruce Timm. Tvůrci seriálu a výkonními producenty jsou Justin Halpern, Patrick Schumacker a Dean Lorey. Seriál sleduje dobrodružství Harley Quinn a její nejlepší kamarádky a partnerky Poison Ivy poté, co opustila svého přítele Jokera. Pořad měl premiéru 29. listopadu 2019.
První a druhá řada měly premiéru na DC Universe, následně se seriál se svou třetí řadou přesunul na HBO Max a poté Max od čtvrté řady. Samostatná speciální epizoda se sváteční tematikou měla premiéru 9. února 2023. V listopadu 2023 byl pořad obnoven na pátou řadu, která měla premiéru 16. ledna 2025.

## Synopse
Seriál sleduje dobrodružství Harley Quinn a její cestu za sebepoznáním po rozchodu s Jokerem, když si uvědomila, že ji nikdy nemiloval. Harley se hodlá prosadit v kriminálním podsvětí Gotham City, počínaje vytvořením vlastního týmu superpadouchů, který tvoří její nejlepší kamarádka Poison Ivy, Clayface, Doctor Psycho, King Shark a Sy Borgman. Během několika pokusů prokázat, že je kompetentní padouch, Harley čelí své problematické minulosti, získává sebevědomí, které jí pomáhá zrušit Jokerův vliv na ni, a nachází autonomní identitu.
Kromě dobrodružství Harleyina týmu se hlavní děj točí kolem vztahu mezi Harley a Ivy. Poté, co se setkali v Arkham Asylum, když byla Harley doktorkou Harleen Quinzel a terapeutka Ivy, mezi nimi vzniklo silné pouto přátelství, které se v průběhu série postupně prohlubovalo. Nakonec si uvědomí, že k sobě něco cítí, navzdory Ivyině počáteční nejistotě a jejímu zasnoubení s Kite Manem. Po sérii neštěstí, během kterých Harley dokazuje svou nezištnou lásku Ivy a Kite Man se s ní rozejde ve prospěch Ivyina štěstí, se Harley a Ivy na konci druhé série stanou párem. V pozdějších obdobích pár zažije, jaké to je být ve zdravém romantickém vztahu se vzájemnou podporou, upřímností a sebeurčením.
Jak pořad postupuje, více DC postav získává v příběhu větší roli, především členové Netopýří rodiny a členové Légie zkázy, protože Harley a Ivy zjišťují své příslušné cíle týkající se těchto vztahů. Harley si uvědomí, že chce lidem spíše pomáhat, než jim ubližovat, zatímco Ivy objevuje skutečný potenciál svých superschopností a rozvíjí sociální svědomí. Poté, co přijali, že jejich dobré a špatné vlastnosti je činí mimo tradiční role hrdinů a padouchů, vytvoří nový tým pro boj se zločinem s názvem Sirény z Gotham City.
Kromě Harley a Ivy se další členové Harleyina týmu začínají ubírat vlastní cestou; Clayface se prosadí jako herec, King Shark se stane otcem a vládcem Království žraloků a Psycho založí svůj vlastní podcast. Většina sérií také obsahuje samostatnou epizodu, ve které nevystupuje Harley nebo Ivy, ale zaměřuje se na jednu z vedlejších postav, jako je Joker, Batman nebo Bane.

## Původní dabing

### Hlavní role
- Kaley Cuoco jako doktorka Harleen Frances Quinzel / Harley Quinn,[3] Kylie Kryptonite, klon Harley
- Lake Bellová jako doktorka Pamela Lillian Isley / Poison Ivy,[3] Cheryl, Barbara Eileen Gordon Sr., Britney Bionic
- Alan Tudyk jako Joker,[3][4] Clayface, Julian Day / Kalendářnik, Lawrence Trapp / Doctor Trap, Mitchell Mayo / Condiment King, Garfield Lynns / Firefly, Orm Marius / Ocean Master, Kevin
- Ron Funches jako princ Nanaue / King Shark[3]
- Tony Hale jako doktor Edgar Cizko / Doctor Psycho,[3][5] Felix Faust[6]
- Jason Alexander jako Sylvester „Sy“ Borgman[3][4]

### Vedlejší role
- James Adomian jako Eduardo Dorrance / Bane,[4][6] Chaz, Ian, Otis Flannegan / Ratcatcher, William Tockman / Clock King, Nelvin Eckles, Snowflame, Eclipso
- Diedrich Bader jako Bruce Thomas Wayne / Batman,[7] doktor Thomas Alan Wayne, Gorilla Grodd, Steve
- Justina Machado jako Bethany (druhá řada)
  - Krizia Bajos jako Bethany (třetí a čtvrtá řada)
- Sanaa Lathan jako Selina Kyle / Catwoman (druhá, třetí a čtvrtá řada)[8]
  - Cherise Boothe jako Selina Kyle / Catwoman (pátá řada)
- Tisha Campbell jako Amanda Wallerová,[9] Tawny Young,[4][6] Janice, M.O.N.I.C.A.
- James Corleto jako Benicio
- Andy Daly jako Harvey Dent / Two-Face,[6] prezident USA, Scott Free / Mister Miracle, Darryl Brown, pan Covington
- Briana Cuoco jako Barbara Joan „Babs“ Gordon Jr. / Batgirl / Oracle[6]
- Chris Diamantopoulos jako král Orin / Arthur Curry / Aquaman
- Paul W. Downs jako Jonové
- Rachel Dratch jako Nora Freeze (roz. Jacobsen),[10] královna Hippolyta
- Aline Elasmar jako Talia al Ghul,[11] Leslie Willis / Livewire, Devora Macklewaithe
- Giancarlo Esposito jako Alexander Joseph „Lex“ Luthor[3][4]
- Keith Ferguson jako Steppenwolf, Jonas
- Stephen Fry jako Brainiac
- Larissa Gallagher jako Amelie
- Sean Giambrone jako Joshua Cobblepot
- Harvey Guillén jako Richard Johnathan „Dick“ Grayson / Nightwing, Alvin
- James Gunn jako on sám[12]
- Mary Holland jako Jennifer, Tabitha
- Tom Hollander jako Alfred Thaddeus Crane Pennyworth / The Macaroni, Lazlo Valentin / Profesor Pyg, Winslow Schott Jr. / Toyman
- Michael Ironside jako Uxas / Darkseid[13]
- Wayne Knight jako Oswald Chesterfield Cobblepot / Penguin
- Kerry Knuppe jako Atlee / Terra
- Rahul Kohli jako Jonathan Crane / Scarecrow[14]
- Phil LaMarr jako Jason Praxis, David Hyde / Black Manta, Lucius Fox, Brian, Samson, Shark God[6][15]
- Ben Levin jako Leonard Snart / Captain Cold
- Vanessa Marshall jako princezna Diana z Themysciry / Diana Prince / Wonder Woman,[16] doktorka Doris Zeul / Giganta,[6] Joey Day
- Christopher Meloni jako komisař James Worthington „Jim“ Gordon,[3][4] pan Veronica Cale, papoušek Jeffrey
- Drew Massey jako Jimmy Olsen
- Alfred Molina jako doktor Victor Fries / Mr. Freeze,[17] Stew
- Natalie Morales[3] jako Lois Joanne Laneová
- Brad Morris jako Victor Zsasz
- Matt Oberg jako Charles „Chuck“ Brown / Kite Man, Waylon Jones / Killer Croc, Anatoli Knyazev / KGBeast, Fred[4][6]
- Vico Ortiz jako Tefé Holland
- Scott Porter jako Bartholomew Henry „Barry“ Allen / Flash (druhá řada)
  - Zeno Robinson jako Flash (čtvrtá řada)
- Edi Patterson jako Veronica Cale
- Jim Rash jako Edward Nigma / Hádankář,[3] Stan, pan Isley, Jor-El, John Corben / Metallo, Tad, Luigi, starosta Gothamu, Nerozeznatelný muž
- Sam Richardson jako Alec Holland / Bažináč[18][19][20]
- Will Sasso jako Maxie Zeus[6]
- Rory Scovel jako Gus
- J. B. Smoove jako rostlina Frank[3][4]
- Wanda Sykesová jako Tsaritsa / Queen of Fables[3]
- Jeannie Tirado jako Claire Selton / Volcana
- Jacob Tremblay jako Damian Thomas Wayne / Robin[21]
- Aisha Tyler jako Lena Luthor
- James Wolk jako Kal-El / Clark Joseph Kent / Superman

### Hostující hvězdy
- Charlie Adler jako Nicholas „Nick“ Quinzel, děda Quinzel
- Cathy Ang jako Lisa Snart / Golden Glider
- Eric Bauza jako Starro, Bouncing Boy
- Leila Birch jako June Moone / Enchantress (speciál)[22]
  - Katie Rich jako June Moone / Enchantress (pátá řada)
- Quinta Brunson jako Shayera Hall / Hawkgirl[23]
- Lacey Chabert jako doktorka Kara Zor-El / Kara Danvers / Supergirl
- Susie Essman jako Sharon Quinzel, babička Quinzel
- Janeane Garofalo jako Signora
- Brett Goldstein jako on sám[24]
- Meryl Hathaway jako Marcus
- Josh Helman jako George Harkness / Kapitán Bumerang[25]
- Jameela Jamil jako Eris
- Tom Kenny jako Clayfaceova ruka[4]
- George Lopez jako on sám[26]
- Zosia Mamet jako Princezna Ladyfingers / Generál Neytiri
- Howie Mandel jako on sám
- Frankie Muniz jako on sám
- Suzy Nakamura jako realitní makléřka
- Griffin Newman jako Jervis Tetch / Šílený kloboučník
- Larry Owens jako Music Meister
- Rhea Perlman jako Golda
- Jonah Platt jako Clayface (zpěv)
- Matt Ryan jako John Constantine
- Amy Sedaris jako Debbie
- John Stamos jako Démon Etrigan[27]
- Jack Stanton jako mladý Bruce Wayne
- Nicole Sullivan jako paní Cobblepotová, Benjamin
- Talia Tabin jako Debbie Day / paní Kalendářniková
- Billy Bob Thornton jako on sám
- Gregg Turkington jako Clegg
- Janet Varney jako Mera[22]
- Rain Valdez jako Alysia Yeoh
- Kari Wahlgren jako Bette Sans Souci / Plastique, královna Alžběta II.
- Jessica Walter jako Babička Goodness, Wendy Brown
- Mark Whitten jako Herman Cizko / The Cowled Critic
- Gary Anthony Williams jako Shark Priest, Princ Shark, King Baby
- Tyler James Williams jako Carter Hall / Hawkman[22][23]
- Casey Wilson jako Betty

## Řady a díly
| Řada    | Díly    | Premiéra v USA     | Premiéra v USA  |
| Řada    | Díly    | První díl          | Poslední díl    |
| ------- | ------- | ------------------ | --------------- |
| 1       | 13      | 29. listopadu 2019 | 21. února 2020  |
| 2       | 13      | 3. dubna 2020      | 26. června 2020 |
| 3       | 10      | 28. července 2022  | 15. září 2022   |
| speciál | speciál | 9. února 2023      | 9. února 2023   |
| 4       | 10      | 27. července 2023  | 14. září 2023   |
| 5       | 10      | 16. ledna 2025     | 20. března 2025 |

## Produkce

### Výroba
20. listopadu 2017 bylo oznámeno, že tehdy nepojmenovaná streamovací služba DC Universe objednala 26 epizod Harley Quinn, půlhodinovou animovanou akční komedii pro dospělé, kterou vytvořili a napsali Justin Halpern, Patrick Schumacker a Dean Lorey. Mezi výkonné producenty měli patřit Halpern, Schumacker, Lorey a Sam Register, přičemž producentkou byla Jennifer Coyle. Produkční společnosti zapojené do výroby seriálu se měly skládat z Ehsugadee Productions a Warner Bros. Animation. První série se skládá z 13 epizod z původního pořadí 26 epizod. Animační práce zajišťují NE4U, Digital eMation a Maven Image Platform v Jižní Koreji.
V červnu 2018 bylo oznámeno, že pořad bude mít premiéru v roce 2019. V říjnu 2018 byla stanovena premiéra na říjen 2019. Bylo také oznámeno, že Kaley Cuoco bude také sloužit jako výkonný producentka seriálu prostřednictvím své produkční společnosti Yes, Norman Productions.
V únoru 2020 bylo odhaleno, že byla vyrobena druhá řada sestávajíci z dalších 13 epizod.
18. září 2020, tři měsíce po finále druhé řady, bylo oznámeno, že seriál byl obnoven pro třetí řadu a přesune se na HBO Max. V únoru 2021 tvůrce seriálu Patrick Schumacker oznámil, že zahájili nahravání třetí řady.
V červnu 2021 vyšlo najevo, že plánovaná scéna orálního sexu mezi Catwoman a Batmanem v třetí sérii byla vystřížena DC. Nahradila ji Batmanova scéna, který se snaží masírovat chodidla Catwoman, ale není v tom moc dobrý.
Schumacker uvedl, že třetí řada byla obtížnější na výrobu, ale bude mnohem jednodušší, když nebude nutné vytvářet dvě série najednou. Halpern v rozhovoru pro Entertainment Weekly uvedl, že třetí série prozkoumá Harleyinu reakci na napůl zdravý vztah s Ivy a také se více zaměří na Ivyin příběh, protože předchozí dvě série byly zaměřeny hlavně na Harley. Schumacker řekl, že byli najati noví tvůrci z komunity LGBTQ+ kvůli směřování druhé řady a že prioritou je diverzifikace personálu pro řadu třetí. Schumacker také odhalil, že Dean Lorey již nebude k dispozici, aby se vrátil jako showrunner pro třetí řadu a bude nahrazen novými co-showrunnery Chrissy Pietrosh a Jessicou Goldstein vedle něj a Justina Halperna. Skladatel Jefferson Friedman prozradil, že se chystá muzikálová epizoda, a také uvedl, že chce osvěžit hudbu, aby dala identitu každé postavě. Během rozhovoru s Deadline Hollywood, Schumacker uvedl, že jeho přáním bylo otevřít třetí řadu na „skutečném Zoomu, kde GCPD je právě kritizována městem Gotham pro jejich neschopnost“.
Na DC FanDome 2021 Harley, King Shark a Kite Man promítali záběry ze třetí řady a oznámili, že vyjde na HBO Max „někdy v roce 2022“.
Komiksový prequel k třetí řadě byl poprvé vydán 3. srpna 2021 pod názvem Harley Quinn: The Animated Series – The Eat. Bang! Kill. Tour od Tee Franklina, Maxe Sarina a Marissa Louise, ve kterém Harley vezme Ivy na líbánky, kde po cestě čelí přátelům, které zradili, a jejich vlastním pocitům ohledně toho, jak druhá řada skončila a pár padouchům a hrdinům. Komisař Gordon se je opakovaně pokouší chytit, což způsobí, že se Batman a Batgirl bojí o jeho zdravý rozum.
9. srpna 2022 bylo oznámeno, že se připravuje čtvrtá řada. 31. srpna 2022 HBO Max obnovil seriál pro čtvrtou řadu se Sarah Peters povýšenou na výkonnou producentku a showrunnerku, protože Halpern a Schumacker budou mít plné ruce práce s Kite Man: Sakra jo!. 7. října 2022 bylo oznámeno, že pořad dostává sváteční speciál s názvem „Harley Quinn: A Very Problematic Valentine's Day Special“ (Harley Quinn: Hodně problematický Valentýn), který byl vydán v únoru 2023. 16. listopadu 2023 Max obnovil seriál pro pátou řadu, pro kterou se Lorey opět stal showrunnerem.

### Casting
Spolu s oznámením objednávky seriálu bylo oznámeno, že se očekávalo, že producenti seriálu osloví Margot Robbie, která ztvárnila postavu Harley Quinn v DC Extended Universe (DCEU), aby si roli zopakovala; ale to se nestalo. V rozhovoru po vydání první řady Halpern uvedl, že Robbie byla zvažována, ale neměla zájem o hraní této role, protože v té době natáčela a produkovala Birds of Prey. Mezi další postavy, o kterých se očekávalo, že se v pořadu objeví, patřily Joker, Poison Ivy, Sy Borgman, Doctor Psycho, Malice Vundabar, King Shark a Clayface.
3. října 2018 bylo oznámeno, že Cuoco namluví Harley Quinn a Lake Bellová Poison Ivy. Mezi další dabéry v seriálu patří Alan Tudyk jako Joker a Clayface, Ron Funches jako King Shark, J. B. Smoove jako rostlina Frank, Jason Alexander jako Sy Borgman, Wanda Sykesová jako Queen of Fables, Giancarlo Esposito jako Lex Luthor, Natalie Morales jako Lois Laneová, Jim Rash jako Hádankář, Diedrich Bader, který si zopakoval si svou roli z Batman: Odvážný hrdina, jako Batman samotný, Tony Hale jako Doctor Psycho a Christopher Meloni jako James Gordon. Krátce poté Rahul Kohli prozradil, že v seriálu ztvární Scarecrowa. V červnu 2019 byla Sanaa Lathan odhalena jako hlas Catwoman, která byla vyobrazena jako Afroameričanka. 24. července 2019 Vanessa Marshall odhalila, že zreprízuje roli Wonder Woman z Liga spravedlivých: Krize na dvou Zemích a Liga spravedlivých: Záchrana světa. Během následujícího dne magazín TV Guide odhalil, že bylo potvrzeno, že zkušený hlasový herec Charlie Adler bude sloužit jako další dabingový režisér seriálu, přičemž Schumacker a Lorey budou také dabingovými režiséry. V únoru 2020 bylo oznámeno, že Alfred Molina bude dabovat Mr. Freeze. V dubnu 2020 Schumacker potvrdil, že Michael Ironside si zopakuje svou roli Darkseida jak z DC Animated Universe, tak z videohry Lego DC Super-Villains.
V červnu 2021 bylo oznámeno, že Sam Richardson se připojil k obsazení jako Bažináč. V březnu 2022, filmař – později spolupředseda a spoluvýkonný ředitel DC Studios, James Gunn oznámil, že v třetí řadě ztvární sám sebe; showrunneri ho kontaktovali na Twitteru ohledně vystoupení, protože věděli, že je fanouškem pořadu. Gunn nahrával své repliky na dálku, když režíroval svůj DCEU seriál Peacemaker ve Vancouveru v Kanadě, zatímco se vyvíjela třetí řada. Ten stejný měsíc byl Harvey Guillén obsazen do role Nightwinga.
V prosinci 2024 byl Stephen Fry odhalen jako dabér postavy Brainiac a Aisha Tyler jako Lena Luthor.

### Hudba
Jefferson Friedman složil hudbu k seriálu. WaterTower Music vydala soundtrackové album pro první řadu 21. srpna 2020. Album druhé řady vyšlo ve stejný den.

## Komiks
- Harley Quinn: The Animated Series: The Eat. Bang! Kill Tour: Šestidílná série zasazena mezi 2. a 3. sérii televizního seriálu.[58]
- Harley Quinn: The Animated Series: The Real Sidekicks of New Gotham Special: 6 příběhový one-shot speciál odehrávajíci se po 3. sérii televizního seriálu.[59]
- Harley Quinn: The Animated Series: Legion of Bats!: Série odehrávající se po třetí řadě televizního seriálu, kde se Harley Quinn připojí k Netopýří rodině, zatímco Poison Ivy se stane vůdcem Legie zkázy.[60]

### Publikace
- Harley Quinn: The Animated Series Vol. 1: The Eat. Bang! Kill Tour (ISBN 978-1-77951-664-0/EAN-5 52499, 2022-08-30[61]): Obsahuje Harley Quinn: The Animated Series: The Eat. Bang! Kill Tour #1–6.
- Harley Quinn: The Animated Series: The Real Sidekicks of New Gotham Special (2022-08-30[62]): Obsahuje Tawny Tawks, Double Date, Identity Crisis, Showtime!, Wild Rlde, Two Jokers.

## Spin-off
Spin-off seriál sledující dobrodružství Kite Mana a jeho přítelkyně Golden Glider s názvem Kite Man: Hell Yeah! (původně známý jako Noonan's), je v současné době ve vývoji pro Max. První řada Kite Man: Hell Yeah! bude sestávat z deseti epizod, přičemž Oberg se vrátí jako Kite-Man. Plné hlasové obsazení seriálu bylo odhaleno v září 2023. Po finále čtvrté řady Harley Quinn 14. září 2023 bylo oznámeno, že spin-off seriál bude mít oficiální premiéru 18. července 2024.